# Morne du Col
Morne du Col är ett berg i Guadeloupe (Frankrike). Det ligger i den södra delen av Guadeloupe, 9 km nordost om huvudstaden Basse-Terre. Toppen på Morne du Col är 1 255 meter över havet. Morne du Col ingår i Les Mamelles.
Terrängen runt Morne du Col är kuperad västerut, men österut är den bergig. Runt Morne du Col är det ganska tätbefolkat, med 192 invånare per kvadratkilometer. Närmaste större samhälle är Saint-Claude, 5,3 km sydväst om Morne du Col. I omgivningarna runt Morne du Col växer i huvudsak städsegrön lövskog.